# Brachycyrtus muesebecki
Brachycyrtus muesebecki là một loài tò vò trong họ Ichneumonidae.